# Natural Mystic
Natural Mystic – polski zespół muzyczny wykonujący reggae. Formacja powstała w 2001 roku w Sosnowcu.

## Dyskografia
| Quasi - milieu                               | - Data: 23 marca 2007 - Wydawca: Agencja Artystyczna MTJ - Format: CD, digital download | — |
| Natural Mystic Akustycznie. Full Steam Ahead | - Data:5 grudnia 2011 - Wydawca: Offside Records - Format: CD, digital download         | — |
| Medycyna ostateczna                          | - Data: 31 lipca 2014 - Wydawca: Lou & Rocked Boys - Format: CD, digital download       | 7 |
| "—" album nie był notowany.                  |                                                                                         |   |